# Кокран (окръг, Тексас)
Окръг Кокран (на английски: Cochran County) е окръг в щата Тексас, Съединени американски щати. Площта му е 2007 km², а населението - 3730 души (2000). Административен център е град Мортън.